# 柳州奇石城
柳州奇石城位于柳州市东环大道，是中国及东南亚规模最大的奇石市场。被中国观赏石协会第一批授予“中国观赏石基地”称号。